# 矽燃燒過程
矽燃燒過程在天體物理的核融合反應序列中是非常短暫的過程，它發生在質量至少是8-11太陽質量的恆星。對恆星而言，矽燃燒是大質量恆星長期以來以核融合供應能量的最後階段，是燃料耗盡的生命終點，然後她們就將離開赫羅圖上的主序帶。它之前的幾個階段是氫、氦、碳、氖、和氧燃燒過程。
當重力收縮使恆星的核心溫度升高到27至35億K的高溫時，確實的溫度依據恆星的質量來決定，矽燃燒便開始了。當一顆恆星完成了矽燃燒階段之後，已經不再有燃料可供融合。恆星將發生災難式的坍塌，並且可能會爆炸成被稱為II型的超新星。

## 核融合序列和α過程
一顆恆星完成氧燃燒過程後，它核心的主要成分是矽和硫。如果它有足夠的質量，它將會進一步的收縮，直到核心達到27至35億K（230-300千電子伏特）。在這樣的溫度，矽和其它的元素可以光致蛻變，發射出一顆質子或是α粒子。矽燃燒引起的氦核作用會將α粒子（相當於一個氦原子核，兩個質子加上兩個中子）添加進原子核內創造出新的元素按以下的順序進行每個步驟：
矽–28 → 硫–32 → 氬–36 → 鈣–40 → 鈦–44 → 鉻–48 → 鐵–52 → 鎳–56
整個矽燃燒的序列大約只持續了一天，當鎳-56產生時就停止了。這顆恆星不再經由核融合釋放出能量，因為具有56個核子的原子核中的每個核子（不分質子和中子）在所有元素中具有最低的質量。雖然鐵-58和鎳-62的每個核子比鐵-56具有稍高的束縛能，但在α過程的下一步是鋅-60，每個核子的質量已有微量的增加，因此在熱力學上是不利的。鎳-56（有28個質子）的半衰期為6.02天，以β+衰變成為鈷-56（有27個質子），再以77.3天的半衰期蛻變成為鐵-56（有26個質子），但是在大質量恆星的核心內只有幾分鐘的時間可以讓鎳進行衰變。恆星已經耗盡核燃料，並且在幾分鐘內就開始收縮。重力收縮的位能會將核心加熱至5GK（430KeV），雖然這會阻止和延遲收縮，然而因為沒有額外的熱能通過新的核融合生成，收縮迅速的加快只維持幾秒鐘就坍塌了。这样，恆星核心的部分要么就被擠壓成為中子星，或甚至因為質量夠大而成為黑洞，抑或者在介于两者之间过渡地带中间质量范围下成为可以称得上是介于上述两种残骸星体之间过渡形式的夸克星。恆星的外層被吹散，爆炸成為II型超新星，可以閃耀幾天到幾個月。超新星爆炸釋放和噴發出大量的中子，其中大約有半數在一秒鐘內通過稱為r-過程（此處的R代表快速中子捕獲）形成比鐵更重的元素。

## 結合能（束縛能）

結合能的曲線。

下圖顯示出各種元素的結合能，結合能經由兩種不同的途徑增加：
1. 它是從核心中移除核子所必須的能量。
2. 當一個核子被加入核心時所釋放出來的能量。

如圖所示，當核子被加入像氫這樣的輕元素時，能釋放出極大的能量（結合能增加很多）－核融合的過程。（所以質子-質子鏈反應能長期提供恒星能量）；反過來，當核子被從像鈾這樣的重元素移出時，會釋放出能量－核分裂的過程。在恆星，快速的核合成過程添加氦原子核（α粒子）形成較重的原子核。雖然核子數58和62有最低的結合能，但4個核子的加入導致鎳-56（14個α粒子）產生的下一個元素 －鋅-60（15個α粒子）－ 時，實際上是消耗能量而不是釋放能量。
由於核子数为58和62的原子核有著最大的束縛能，導致加入4個核子進入鎳56產生下一個元素鋅60時，實際上是消耗能量而不是釋放能量。因此鎳56是大質量恆星以核融合能產生的最後一種元素。因此，鎳-56是大質量恆星進行核融合反應的最後產物。鎳-56的衰變解釋了在金屬隕石和岩石行星的核心中有大量的鐵-56。

## 外部連結
- Stellar Evolution: The Life and Death of Our Luminous Neighbors, by Arthur Holland and Mark Williams of the University of Michigan （页面存档备份，存于）
- The Evolution and Death of Stars, by Ian Short
- Origin of Heavy Elements, by Tufts University
- Chapter 21: Stellar Explosions, by G. Hermann